# Stor-Furuvikstjärnen
Stor-Furuvikstjärnen är en sjö i Krokoms kommun i Jämtland och ingår i Indalsälvens huvudavrinningsområde. Sjön har en area på 0,2 kvadratkilometer och ligger 517,2 meter över havet.

## Delavrinningsområde
Stor-Furuvikstjärnen ingår i det delavrinningsområde (710937-142361) som SMHI kallar för Utloppet av Stor-Furuvikstjärn. Medelhöjden är 588 meter över havet och ytan är 4,92 kvadratkilometer. Det finns inga avrinningsområden uppströms utan avrinningsområdet är högsta punkten. Vattendraget som avvattnar avrinningsområdet har biflödesordning 4, vilket innebär att vattnet flödar genom totalt 4 vattendrag innan det når havet efter 304 kilometer. Avrinningsområdet består mestadels av skog (80 procent) och sankmarker (14 procent). Avrinningsområdet har 0,26 kvadratkilometer vattenytor vilket ger det en sjöprocent på 5,2 procent.